# کورونل سوارز
کورونل سوارز (به اسپانیایی: Coronel Suárez) یک منطقهٔ مسکونی در آرژانتین است که در Coronel Suárez واقع شده‌است. کورونل سوارز ۲۳٬۶۲۱ نفر جمعیت دارد و ۲۲۸ متر بالاتر از سطح دریا واقع شده‌است.